# Падма (река, впадает в Онежское озеро)
Падма — река в России, протекает по территории Великогубского и Толвуйского сельских поселений Медвежьегорского района Республики Карелии. Длина реки — 25 км, площадь водосборного бассейна — 91 км².

## Общие сведения
Река берёт начало из болота Падмамох и далее течёт преимущественно в северо-западном направлении.
Река в общей сложности имеет четыре малых притока суммарной длиной 7,0 км.
В среднем течении Падма протекает через Падмозеро.
Впадает на высоте 33,0 м над уровнем моря в Повенецкий залив Онежского озера.
В устье Падмы расположена деревня Падмозеро.
Код объекта в государственном водном реестре — 01040100612102000015600.